# Laja, Chile
Laja este un oraș în regiunea Biobío, Chile.